# Dajr Sawwan
Dajr Sawwan (arab. دير صوان) – wieś w Syrii, w muhafazie muhafazie Aleppo. W 2004 roku liczyła 807 mieszkańców.